# Sho Tsuboi
Sho Tsuboi (Japans: 坪井 翔) (Kawagoe, 21 mei 1995) is een Japans autocoureur. In 2015 werd hij kampioen in het Japanse Formule 4-kampioenschap en in 2018 in het Japanse Formule 3-kampioenschap.

## Autosportcarrière
Tsuboi maakte zijn autosportdebuut in het karting in 2004. Hij reed vooral in Japan en won hier een aantal kampioenschappen. In 2011 debuteerde hij in het formuleracing in de Formula Toyota Racing School, die enkel bedoeld is om coureurs op te leiden. In 2012 maakte hij zijn competitieve debuut in de Formula Challenge Japan. Met een vierde plaats op de Suzuka International Racing Course als beste klassering werd hij zevende in het kampioenschap met 7 punten. In 2013 bleef hij actief in de klasse en won hij twee races op de Fuji Speedway. Ditmaal werd hij met 36 punten vijfde in de eindstand.
In 2014 kwam Tsuboi uit in de FC-klasse van het JAF Japanse Formule 4-kampioenschap, waarin hij achter Nirei Fukuzumi tweede werd. In 2015 stapte hij over naar het nieuwe Japanse Formule 4-kampioenschap, waarin hij uitkwam voor het team TOM'S Spirit. Hij won in totaal zeven races, waarvan zes op een rij, en werd in de laatste race van het seizoen gekroond tot kampioen in de klasse met 195 punten, slechts drie meer dan Tadasuke Makino.
In 2016 maakte Tsuboi zijn Formule 3-debuut in het Japanse Formule 3-kampioenschap, waarin hij zijn samenwerking met TOM's voortzette. In zeventien races stond hij vijftien keer op het podium, maar wist hij geen races te winnen. Hierdoor werd hij achter Kenta Yamashita en Jann Mardenborough derde in het klassement met 87 punten. Aan het eind van het jaar reed hij voor TOM's in de Grand Prix van Macau, waarin hij zestiende werd.
In 2017 bleef Tsuboi actief in de Japanse Formule 3 bij TOM's, maar combineerde hij dit met een seizoen in de GT300-klasse van de Super GT bij LM Corsa in een Lexus RC F GT3. In de Formule 3 won hij negen races, waarvan zeven op een rij, en stond hij in zes andere races op het podium. Met 140 punten werd hij achter Mitsunori Takaboshi tweede in het kampioenschap. In de Super GT deelde hij een auto met Yuichi Nakayama, met wie hij twee races won op Fuji en het Chang International Circuit. Met 61 punten werden zij derde in het kampioenschap. Aan het eind van het jaar keerde hij terug in de Grand Prix van Macau bij TOM's, waar hij ditmaal als veertiende finishte.
In 2018 reed Tsuboi opnieuw een dubbel programma in de Japanse Formule 3 en de Super GT bij respectievelijk TOM's en Tsuchiya Engineering in een Toyota 86 MC. In de Formule 3 behaalde hij zeventien overwinningen in negentien races en werd hij in de andere twee races tweede, waardoor hij met 214 punten overtuigend kampioen werd. In de Super GT deelde hij een auto met Takamitsu Matsui en kende hij een lastiger seizoen, waarin hij slechts twee podiumfinishes behaalde en met 39 punten zevende werd in het kampioenschap. Desondanks mocht hij binnen het kampioenschap deelnemen aan de GT500-race op Fuji in een Lexus 500 als vervanger van Kamui Kobayashi, die op dat moment deelnam aan het FIA World Endurance Championship, en werd hij samen met Heikki Kovalainen tweede in de race. Aan het eind van het jaar nam hij opnieuw deel aan de Grand Prix van Macau bij TOM's, maar hij finishte de race niet na een zwaar ongeluk waarbij hijzelf, de andere betrokken coureur Sophia Flörsch, twee fotografen en een marshal gewond raakten.
In 2019 maakte Tsuboi zijn debuut in de Super Formula bij het team JMS P.mu/cerumo・INGING en maakte hij in de Super GT de definitieve overstap naar de GT500-klasse in een Lexus LC 500. In de Super Formula behaalde hij in zijn vierde race op de Fuji Speedway zijn eerste podiumfinish en eindigde hij met in totaal 12 punten als elfde in het klassement. In de Super GT deelde hij een auto met Yuji Kunimoto, met wie hij op het Chang International Circuit een podiumfinish behaalde. Met 27,5 punten werd het duo elfde in de eindstand.
In 2020 bleef Tsuboi actief in de Super Formule bij JMS, maar stapte hij in de Super GT over naar een Toyota GR Supra GT500. In de Super Formula was hij de enige coureur die dat jaar twee zeges boekte: op zowel het Okayama International Circuit als de Fuji Speedway wist hij als eerste over de finish te komen. In de rest van het jaar kende hij echter een aantal uitvalbeurten, waardoor hij in het kampioenschap achter Naoki Yamamoto en Ryō Hirakawa derde werd met 50 punten. In de Super GT deelde hij een auto met Kazuya Oshima en behaalde hij drie podiumfinishes, allemaal op Fuji. Met 47 punten werd het duo zevende in de eindstand.
In 2021 komt Tsuboi in de Super Formula uit bij JMS en in de Super GT in een Toyota GR Supra GT500 als teamgenoot van Yuhi Sekiguchi.